# Akari Hayami
Pour les articles homonymes, voir Hayami.
Akari Hayami (早見 あかり, Hayami Akari), aussi connue sous le nom d'Akarin, est une actrice, chanteuse et idole japonaise, ayant été membre sub-leader du groupe féminin japonais Momoiro Clover Z (dans le temps, nommé Momoiro Clover). Elle a été graduée du groupe le 10 avril 2011, sa couleur attribuée au sein du groupe était le bleu.

## Filmographie

### Movies
- Shirome (2010)
- Fly! Kobato (飛べ！コバト, Tobe! Kobato?) (court-métrage, 2010)
- The Citizen Police 69 (市民ポリス69?) (2011) — main heroine[3],[4],[5],[6],[7],[8]
- Cheerfu11y (2011)
- Ninifuni (NINIFUNI?) (court-métrage, 4 février 2012)
- My Pretend Girlfriend (百瀬、こっちを向いて) (2014)
- Wasurenai to Shikatta Boku Ga Ita (忘れないと誓ったぼくがいた) (2015)
- A loving husband (恋妻家宮本) (2017)
- Gintama (銀魂) (2017)

## Télévision

### Dramas
- Here is Greenwood (2008, Tokyo Metropolitan Television)
- Urero Mikakunin Shōjo (ウレロ☆未確認少女?, "Unindentified Fantastic Idol") (2011, TV Tokyo)
- Sayonara, Kinoko (さよなら、キノコ?, "Goodbye, Mushroom") (2012, TV Asahi)[9]
- Urero Mikansei Shōjo (ウレロ☆未完成少女?, "Unfinished Fantastic Idol") (2012, TV Tokyo)
- Nichōme no Hōmuzu (二丁目のホームズ?, "Holmes of 2 Chome") (2013, Fuji TV)[10]
- Saito San 2 (斉藤さん2?) (2013, Nippon Television Network)[11]

### Publicités
- Tokyo DisneySea Haru no Campus Day Passport (東京ディズニーシー「春のキャンパスデーパスポート」?) (2009)
- Cecile Cupop Fuyu Gō Catalog (セシール「Cupop　09冬号カタログ」?) (2009)
- Lion Clinica (LION「クリニカ」, Raion Kurinika?) (2012)
- Sony PlayStation Vita Gravity Rush (ソニー・コンピュータエンタテインメント「GRAVITY DAZE」?) (2012)[12]

### Théâtre
- Urero Mikōkai Shōjo (ウレロ☆未公開少女?, "Unbroadcast Fantastic Idol") (2013)

## Discographie

### Avec Momoiro Clover Z
- Note : Ces singles sont sortis sous le nom de Momoiro Clover.

Singles indies
1. 5 août 2009 - Momoiro Punch (ももいろパンチ?)
2. 11 novembre 2009 - Mirai e Susume! (未来へススメ!?)

Singles (major)
1. 5 mai 2010 – Ikuze! Kaitō Shōjo (行くぜっ!怪盗少女?)
2. 10 novembre 2010 – Pinky Jones (ピンキージョーンズ?)
3. 9 mars 2011 – Mirai Bowl / Chai Maxx (ミライボウル/?)